# ستنيسو زوبر
ستنيسو زوبر (بالبولندية: Stanisław Zuber)‏ هو جيولوجي بولندي، ولد في 14 أكتوبر 1883 في لفيف في أوكرانيا، وتوفي في 1947 في تيرانا في ألبانيا.